# いわしの日
イワシの日（いわしのひ）は、大阪府多獲性魚有効利用検討会（大阪おさなか健康食品協議会）が提唱し、いわし食用化協会（現 いわし普及協会）が1985年（昭和60年）に制定した記念日。毎年10月4日。

## 概要
「1（い）0（わ）4（し）」の語呂合わせより。安くておいしい魚としてのイワシの有効性を広くアピールすることを目的として、この記念日が制定された。